# Protium altsonii
Protium altsonii är en tvåhjärtbladig växtart som beskrevs av Noel Yvri Sandwith. Protium altsonii ingår i släktet Protium och familjen Burseraceae. Inga underarter finns listade i Catalogue of Life.